# Ariel Mofondo
Ariel Mofondo (1988) è un ex giocatore di football americano britannico, che ha giocato come linebacker.
In carriera ha giocato per i London Warriors (anche quando si chiamavano Cobras) e per i tedeschi Allgäu Comets; ha giocato anche due incontri con i Sealand Seahawks Masters.

## Palmarès
- 3 Campionati britannici/Britbowl (London Warriors, 2013, 2018, 2019)